# Бетергараев, Зураб Бувайсарович
Зура́б Бувайса́рович Бетергара́ев (род. 13 мая 1987, Грозный) — российский чеченский боец смешанных единоборств, чемпион России по кикбоксингу, рукопашному бою, чемпион ЮФО по боксу, чемпион Восточной Европы по джиу-джитсу, чемпион СНГ по рукопашному бою FCF, серебряный призёр СКФО по боевому самбо 2011 года, победитель ряда всероссийских и международных турниров, мастер спорта по боксу, кикбоксингу, рукопашному бою и боевому самбо.

## Статистика боёв
| Результат    | Дата                  | Турнир                                 | Соперник          | Страна      | Раунд  | Время | Метод                                                      |
| ------------ | --------------------- | -------------------------------------- | ----------------- | ----------- | ------ | ----- | ---------------------------------------------------------- |
| Поражение    | 24 февраля 2018 года  | WFCA 45 — Grozny Battle                | Тофик Мусаев      | Азербайджан | 2      | 1:30  | Технический нокаут (травма)                                |
| Победа       | 27 сентября 2017 года | WFCA 42 — Malyutin vs. Jacarezin       | Шота Ахулашвили   |             | 3      | 0:00  | Технический нокаут                                         |
| Победа       | 20 мая 2017 года      | Hype FC 6 Rumble in the Cage           | Джафар Хакими     | Германия    | 1      | 0:00  | Нокаут (удар коленом)                                      |
| Поражение    | 19 ноября 2016 года   | WFCA 32 — Grozny Battle                | Филипп Фроес      | Бразилия    | 2      | 3:52  | Технический нокаут (удары)                                 |
| Победа       | 12 марта 2016 года    | WFCA 16 — Grand Prix Akhmat            | Алекси Мантикиви  | Финляндия   | 3      | 5:00  | Раздельное решение                                         |
| Ничья        | 26 декабря 2015 года  | Akhmat Fight Show — «Грозная битва 13» | Давид Кубас       | Перу        | 1 из 3 | 4:16  | Ничья                                                      |
| Поражение    | 4 октября 2015 года   | Pontes WFCA 9 — Grozny Battle          | Леонардо Родригес | Бразилия    | 2      | 1:26  | Сабмишном (удушение треугольником)                         |
| Победа       | 29 августа 2015 года  | WFCA 8 — Irtysh Battle                 | Ахмед Дашхаев     | Россия      | 2      | 2:34  | Сабмишном (удушение сзади)                                 |
| Победа       | 29 августа 2015 года  | WFCA 8 — Irtysh Battle                 | Назир Магомедов   | Россия      | 3      | 5:00  | Единогласное решение                                       |
| Победа       | 22 августа 2015 года  | «Грозная битва 6»                      | Эстебан Бонавери  | Аргентина   | 3 из 3 | 5:00  | Единогласное решение                                       |
| Победа       | 14 марта 2015 года    | «Грозная битва 3»                      | Рикардо де Сильва | Бразилия    | 1 из 3 | 4:16  | Сабмишном (удушение сзади)                                 |
| Победа       | 14 марта 2015 года    | «Грозная битва»                        | Люка Ельчич       | Хорватия    | 3 из 3 | 5:00  | Единогласное решение                                       |
| Победа       | 12 декабря 2014 года  | Tech-KREP FC — «Битва героев»          | Бобур Хабибулаев  | Россия      | 1 из 3 | 1:00  | Болевой                                                    |
| Не состоялся | 17 октября 2014 года  | M-1 Challenge 52 — «Битва Нартов»      | Рустам Хасанов    | Россия      | 1 из 2 |       | Бой признан несостоявшимся ввиду рассечения у Бетергараева |
| Победа       | 4 октября 2014 года   | ACB 10 — Coliseum Time                 | Орхан Мамедов     | Азербайджан | 1      | 1:15  | Технический нокаут (удары)                                 |
| Ничья        | 4 октября 2013 года   | «Битва на Тереке»                      | Евгений Зуев      | Россия      | 2 из 2 | 5:00  | Решение                                                    |
| Победа       | 27 июня 2013 года     | RadMer 4 — 2 Round                     | Данил Шаргап      | Россия      | 2      | 5:00  | Единогласное решение                                       |
| Победа       | 30 июня 2012 года     | RadMer 2 — 2 Round                     | Магомед Дашаев    | Россия      | 2      | 3:27  | Нокаут (удары)                                             |
| Победа       | 15 августа 2011 года  | RadMer 1 — 2 Round                     | Руслан Ленкин     |             | 2      | 3:02  | Сабмишном (удушение сзади)                                 |

## Образование
В 2011 году окончил юридический факультет Российского нового университета.